# Château de Bothwell
Pour les articles homonymes, voir Bothwell.
Le château de Bothwell est un château médiéval écossais, aujourd'hui en ruine, situé sur une hauteur près de la rivière Clyde. Il est situé dans le sud du Lanarkshire, en Écosse, entre Uddingston et Bothwell, à environ 16 km au sud-est de Glasgow. 

## Walter de Moravia
Le Roi David Ier accorde la baronnie de Bothwell à David Olifard (ou Olifant), Justicier de Lothian, au milieu du XIIe siècle. Les terres passent à ses descendants, et en 1242 la baronnie devient la propriété de Walter de Moravia (ou Walter de Moray) du clan Murray, qui avait épousé l'héritière du dernier baron d'Olifard. Walter commence la construction du château, mais à cause du début des guerres d'indépendance de l'Écosse de 1296, seuls le donjon principal, la tour de la prison, et de petits murs qui servent à lier les bâtiments sont achevés. Les fondations sont cependant en place. Une palissade en bois sert de défense.
Le château permet de garder un point de passage stratégique de la Clyde. Il est resté le siège du chef du clan Murray jusqu'en 1360. Bothwell joue un rôle-clé dans les guerres d'indépendance, changeant plusieurs fois de mains.

## Douglas
En 1362, Joan Moray de Bothwell, héritière du clan Murray, épouse Archibald Douglas, surnommé le sinistre, futur seigneur de Galloway et comte de Douglas. Douglas prend en charge la reconstruction de Bothwell, la réparation du donjon et complète les murs. L'œuvre est continuée par son fils, Archibald, 4e comte de Douglas. En 1424, ils avaient construit le Grand Palais et la chapelle adjacente, avec les tours au nord-est et sud-est, et avaient terminé les murs, ce qui permettait d'avoir une cour bien protégée au centre du château.

## Littérature
Bothwell est l'un des deux châteaux (l'autre étant Craignethan) qui ont servi de modèle à Walter Scott pour le château de Tillietudlem, dans le roman historique Les Puritains d'Écosse.